# CO-6101
La CO-6101 es una carretera que une los municipios cordobeses de Villanueva de Córdoba y Pedroche, en el Valle de los Pedroches, en el norte de la provincia de Córdoba. La distancia entre los dos municipios es de 17 kilómetros.